# Kinh doanh
Kinh doanh là hoạt động của cá nhân hoặc tổ chức nhằm mục đích đạt lợi nhuận qua một loạt các hoạt động như:
- Quản trị
- Tiếp thị
- Tài chính
- Kế toán
- Sản xuất
- Bán hàng

Kinh doanh là một trong những hoạt động phong phú nhất của loài người. Hoạt động kinh doanh thường được thông qua các thể chế kinh doanh như tập đoàn, công ty nhưng cũng có thể là hoạt động tự thân của các cá nhân như sản xuất-buôn bán nhỏ kiểu hộ gia đình.
Để đánh giá các hoạt động kinh doanh, người ta có nhiều chỉ tiêu khác nhau như doanh thu, tăng trưởng, lợi nhuận biên, lợi nhuận ròng;...
Kinh doanh là phương thức hoạt động kinh tế trong điều kiện tồn tại nền kinh tế hàng hoá, gồm tổng thể những phương pháp, hình thức và phương tiện mà chủ thể kinh tế sử dụng để thực hiện các hoạt động kinh tế của mình (bao gồm quá trình đầu tư, sản xuất, vận tải, thương mại, dịch vụ...) trên cơ sở vận dụng quy luật giá trị cùng với các quy luật khác, nhằm đạt mục tiêu vốn sinh lời cao nhất.

## Các dạng thể chế kinh doanh
- Kinh doanh cá nhân
- Kinh doanh hộ gia đình
- Công ty
- Tập đoàn
- Hợp tác xã

## Phân loại
- Nông nghiệp và khai mỏ: liên quan đến việc sản xuất các nguyên liệu thô, như nông sản và khoáng sản.
- Kinh doanh tài chính: bao gồm ngân hàng và các công ty chủ yếu thu lợi nhuận qua việc đầu tư và quản lý nguồn vốn.
- Thông tin: lợi nhuận chính thu được thông qua bán lại các quyền sở hữu trí tuệ, bao gồm các xưởng phim, nhà xuất bản và các công ty phần mềm.
- Kinh doanh vận tải: vận chuyển người và hàng hóa từ nơi này đến nơi khác, thu lợi nhuận thông qua phí vận chuyển.
- Dịch vụ công cộng: ví dụ như ngành điện và xử lý chất thải, thường được đặt dưới sự quản lý của chính phủ.
- Sản xuất: sản xuất hàng hóa từ các nguyên liệu thô hoặc các chi tiết cấu thành, sau đó bán đi thu lợi nhuận. Các công ty sản xuất hàng hóa hữu hình, như ô tô, xe máy,... được gọi là nhà sản xuất.
- Kinh doanh bất động sản: thu lợi từ việc bán, cho thuê, phát triển các tài sản bao gồm đất, nhà riêng, và các loại công trình.
- Bán lẻ và phân phối: hoạt động như một trung gian giữa nhà sản xuất và khách hàng, thu lợi nhuận qua dịch vụ bán lẻ và phân phối.
- Kinh doanh dịch vụ: cung cấp các dịch vụ và hàng hóa vô hình, thu lợi bằng cách tính giá sức lao động hoặc các dịch vụ đã cung cấp cho chính phủ, các lĩnh vực kinh doanh khác hoặc khách hàng.